# 2014年冬季残疾人奥林匹克运动会哈萨克斯坦代表团
2014年冬季残疾人奥林匹克运动会哈萨克斯坦代表团是哈萨克斯坦派出的2014年冬季残疾人奥林匹克运动会代表团。未获得奖牌。